# Wald Ábrahám
Wald Ábrahám (Kolozsvár, 1902. október 31. – Travancore (India), 1950. december 13.) magyar zsidó matematikus. Jelentősen hozzájárult a döntéselmélet, a geometria, az ökonometria fejlődéséhez, lefektette a statisztikában a szekvenciális analízis alapjait. Glasner Mózes főrabbi unokája, Robert Wald fizikus apja.

## Életpályája
Ortodox zsidó családba született, édesapja kóser pékként dolgozott. Nagyapja híres rabbi volt, számos testvérei közül bátyja, Márton örökölt tehetséget, mérnök és feltaláló lett. Wald vallásos zsidóként szombatonként nem járhatott iskolába, így magántanulóként folytatta tanulmányait, családtagjai oktatták.
A Kolozsvári Piarista Főgimnáziumban érettségit tett 1921-ben, majd a helyi román egyetemen tanult, ami zsidóként és magyarként nem volt egyszerű, de az 1927-1928-as tanévben sikeresen elvégezte a matematika szakot. Eközben Antal Márk tanítványaként is ismerkedett a matematikával.

1927-től a Bécsi Egyetemre járt doktori képzésre, munkáját Karl Menger matematikus vezetése alatt végezte, akivel barátságot is kötött (Carl Menger közgazdász fia). Doktorátusát 1931-ben szerezte meg, érdeklődése ekkoriban főként a halmazelméletre és a metrikus terekre terjedt ki, több cikket jelentetett meg, rendszeres tagja volt Menger összejöveteleinek.
Anyagi nehézségei miatt a Magyarországon született osztrák bankárt, Schlesinger Károlyt tanította matematikára, aki munkája mellett érdeklődött a matematika és a közgazdaságtan iránt. Ez terelte Wald figyelmét is ebbe az irányba, mindketten a Walras–Cassel általános egyensúlyelméleti modellt vizsgálták. 1935-ben Wald Ábrahám elsőként bizonyította ebben a modellben az egyensúly létezését.

Az antiszemitizmus Ausztriában fokozatosan teret nyert, és 1938-ra a súlyos nehézségek mellett Wald élete is veszélybe került. 1944 nyarán erdélyi családját deportálták, és egy testvérét leszámítva mindannyian náci koncentrációs táborokban vesztették életüket. Az Anschluß után kényszerűen visszatért Kolozsvárra, majd rövidesen a Cowles Bizottság meghívását elfogadta, és 1938 nyarán az Amerikai Egyesült Államokba vándorolt ki, ahol ökonometriával kapcsolatos kutatásokat végzett.
Amerikában eleinte a Carnegie Társaság tagjaként statisztikát tanult a Columbia Egyetemen Harold Hotellingnél 1941-ig, de 1939-től már tanított is, 1941-ben végül állást kapott, amit haláláig betöltött. Tanítványai kiváló tanárként emlékeznek rá rendkívül érthető és világos előadásmódja miatt. A második világháború kitörésével a statisztika különféle hadi alkalmazásait kutatta. Ekkor alapozta meg a szekvenciális analízist, melyet a hadiipar a minőség-ellenőrzés folyamatában tudott hasznosítani, de játékelmélettel is foglalkozott.
Feleségét, Lucille Langet Amerikában ismerte meg, 1941-ben házasodtak össze. Két gyermekük született: Betty 1943-ban, Robert 1947-ben. 1950-ben feleségével együtt zuhant le a repülőgépe Indiában, amikor egy előadókörútra indultak. Árván maradt két gyermeküket Lucille testvére nevelte fel.